# サンタが街にやってきた サンタクロースの秘密
『サンタが街にやってきた サンタクロースの秘密』（Santa Claus Is Comin' to Town）は、1970年のクリスマスにABCで放送された特別番組。